# Braven
Braven (prt: Braven; bra: Braven: Perigo na Montanha ou Perigo na Montanha) é um filme de ação e suspense de 2018 dirigido por Lin Oeding e escrito por Mike Nilon e Thomas Pa'a Sibbett. O filme é estrelado por Jason Momoa como Joe Braven, com Garret Dillahunt, Stephen Lang, Jill Wagner e Brendan Fletcher. A  filmagem principal começou em dezembro de 2015 em Terra Nova, Canadá. O filme foi lançado em 2 de fevereiro de 2018.

## Sinopse
O proprietário da empresa madeireira e homem de família Joe Braven (Jason Momoa), vive com sua esposa Stephanie (Jill Wagner) e filha Charlotte (Sasha Rossof). O pai de Braven, Linden (Stephen Lang), sofrendo de lesão cerebral traumática devido a um ferimento na cabeça, entra em uma briga de bar depois de confundir uma mulher com sua esposa, exigindo que Joe venha em seu socorro. Por sugestão de Stephanie, Joe e Linden decidem passar algum tempo juntos na cabana isolada da família na montanha, sem perceber que Charlotte estava escondida na parte de trás do veículo para que ela pudesse seguir em frente.
Enquanto os registros de caminhões, Hallett (Zahn McClarnon), um traficante de drogas, pede ao colega de trabalho de Joe, um motorista chamado Weston (Brendan Fletcher), para recrutar outros motoristas para as atividades criminosas de Hallett, mas Weston ele se recusa. Durante a troca, Weston perde o controle de seu caminhão, causando um acidente que desloca todas as toras e cocaína do veículo. Depois que eles decidem ir para a cabana de montanha de Joe para armazenar a cocaína lá, Weston e Hallett são apanhados por um carro da polícia. Hallett transmite a notícia do acidente ao seu empregador, o traficante Kassen (Garret Dillahunt).

## Elenco
- Jason Momoa como Joe Braven, um madeireiro de fala mansa e homem de família, o protagonista do filme
- Garret Dillahunt como Kassen, o principal vilão do filme e o líder dos traficantes de drogas.
- Stephen Lang como Linden Braven, pai de Joe
- Jill Wagner como Stephanie Braven, esposa de Joe
- Sasha Rossof como Charlotte Braven, filha de Joe
- Glenn Ennis como Ridley, um mercenário e o segundo antagonista do filme.
- Teach Grant como Essington, terceiro antagonista; um mercenário trabalhando com Kassen
- Zahn McClarnon como Hallett, um traficante de drogas, que é o braço direito de Kassen.
- Fraser Aitcheson como Clay, um mercenário trabalhando para Kassen
- Sala Baker como Gentry, um mercenário trabalhando para Kassen
- Todd Scott como Luisi, um mercenário trabalhando para Kassen
- Brendan Fletcher como Weston, colega de trabalho de Joe
- James Harvey Ward como Randal
- Steve O'Connell como Sheriff Cal Osser, personagem coadjuvante ajudando a família Braven
- Tye Alexander como deputado Glen Harris, assistente do xerife Cal Osser
- Steve Cochrane como Doutor Edwards
- Kevin Lewis como Bartender, o Bartender do bar que Linden entra no início
- Monica Walsh como Garçonete

## Produção
Em 3 de setembro de 2015, foi anunciado que Jason Momoa estrelaria o filme de ação e suspense Braven, dirigido por Lin Oeding, baseado na história de Mike Nilon e roteirizado por Thomas Pa'a Sibbett. Momoa produziria o filme junto com seu parceiro Brian Mendoza através de seu banner Pride of Gypsies, junto com Nilon e Molly Hassell. Em 14 de dezembro de 2015, Garret Dillahunt se juntou ao filme para interpretar o papel de vilão.
A filmagem principal começou no início de dezembro de 2015 em Terra Nova, Canadá.

## Recepção
No site agregador de críticas Rotten Tomatoes, o filme tem um índice de aprovação de 77% com base em 31 críticas e uma classificação média de 5,9/10. No Metacritic, o filme tem uma pontuação média ponderada de 61 em 100, com base em 10 críticos, indicando “críticas geralmente favoráveis”.